# Chris Lawrence (efeitos visuais)
Chris Lawrence é um especialista em efeitos visuais estadunidense. Venceu o Oscar de melhores efeitos visuais na edição de 2014 por Gravity, ao lado de Dave Shirk, Tim Webber e Neil Corbould.